# Вилоу Спрингс (Мисури)
Вилоу Спрингс (енгл. Willow Springs) град је у америчкој савезној држави Мисури.

## Демографија
По попису из 2010. године број становника је 2.184, што је 37 (1,7%) становника више него 2000. године.
| Група             | 2000.         | 2010.         |
| Белци             | 2.066 (96,2%) | 2.069 (94,7%) |
| Афроамериканци    | 8 (0,4%)      | 3 (0,1%)      |
| Азијати           | 6 (0,3%)      | 16 (0,7%)     |
| Хиспаноамериканци | 23 (1,1%)     | 45 (2,1%)     |
| Укупно            | 2.147         | 2.184         |